# Rába ETO Futsal Club
Rába ETO Futsal Club – węgierski klub futsalowy z siedzibą w mieście Győr, obecnie występuje w najwyższej klasie rozgrywkowej Węgier. Jest sekcją futsalu w klubie Győri ETO FC. 

## Sukcesy
- Mistrzostwo Węgier (8): 2010, 2011, 2012, 2013, 2015, 2016, 2017, 2018
- Puchar Węgier (4): 2010, 2011, 2013, 2014
- Supepuchar Węgier (4): 2010, 2011, 2012, 2013